# Павленко-Черниченко Ганна Іванівна
Ганна Іванівна Павле́нко-Черниченко (помилково Галина; нар. 8 грудня 1919, Петриківка — пом. 2 лютого 2008, Київ) — українська художниця; член Спілки радянських художників України з 1944 року. Дочка художниці Параски Павленко, сестра художниці Віри Павленко.

## Життєпис
Народилась 8 грудня 1919 року у селі Петриківці (нині Дніпропетровська область, Україна). Перші уроки малярства отримала від своєї матері. 1941 року закінчила Київську школу народних майстрів.
З 1944 по 1986 рік працювала на Київському експериментальному кераміко-художньому заводі. Жила у Києві, в будинку на провулку Академіка Філатова, № 3/1, квартира № 60 та в будинку на вуиці Архітектора Вербицького, № 10-А, квартира № 163. Померла у Києві 2 лютого 2008 року.

## Творчість
Працювала в галузі декоративного мистецтва (петриківський розпис). Виконувала декоративний розпис на фарфорових та керамічних виробах — вазах, тарелях, сервізах для чаю та кави, сувенірах; декоративні панно на папері. Авторка художніх листівок, книжкової графіки, ескізів розписів тканин. Серед робіт:
- сервіз «Ювілейний» (1969);
- таріль «Синій травень» (1970);
- ваза «Мальва» (1970);
- сервіз «Вечірній» (1973);
- ваза «Наталка» (1974);
- ваза «325 років возє’днання» (1979, форма Ярослави Козлової).

Розписала бібліотеку Національного музею російського мистецтва у Києві; у 1960-ті роки створила вітражі у Музеї українського народного декоративного мистецтва.
До 100-літніх роковин з дня смерті Тараса Шевченка виконала орнаментальний розпис декоративної вази з портретом поета (порцеляна, надполивний розпис, золочення; автор форми — Лідія Митяєва; Національний музей українського народного декоративного мистецтв).
Брала участь у республіканських виставках з 1936 року, всесоюзних — з 1938 року, зарубіжних — з 1937 року.
У колекції відділу кераміки і скла Національного музею українського народного декоративного мистецтва у Києві нараховується 273 одиниці порцелянових виробів авторства художниці, та 154 одиниці декоративних розписів на
папері. Велика інтер'єрна ваза, розписана нею, прикрашала представництво України в Організації Об'єднаних Націй.

## Відзнаки
- Почесна грамота Президії Верховної Ради УРСР[4];
- Орден Трудового Червоного Прапора (1971; за особисті творчі здобутки і вагомий внесок у вітчизняне декоративно-прикладне мистецтво)[1];
- Заслужений майстер народної творчості УРСР з 1977 року;
- Премія імені Катерини Білокур за 1994 рік[1].

## Плутанина з іменем
У різних джерелах її називають Ганною або Галиною. Імовірно ім'я Галина помилково почала застосовувати мистецтвознавиця Наталія Глухенька у 1973 році (написані прописом, ці імена могли переплутати), того року в іншій книжці правильно використавши ім'я Ганна. Надалі це призвело до помилкового використання імені Галина в деяких джерелах. Але з низки надійних джерел випливає, що справжнім ім'ям художниці є Ганна.